# 基礎摺法
基礎摺法（日语：基本形）表示一些摺紙步驟或摺紙作品，並且很多摺紙作品皆會用到這個步驟或是起始步驟是直接使用這種摺紙作品的，換句話說，即此類摺紙方法在很多摺紙作品中皆會用到就稱為基礎摺法或基本形。通過使用或有輕微修飾的基礎摺法或多個基礎摺法的組合，能夠簡化某些摺紙的步驟。
從眾多的摺紙作品中，我們可以歸納出一些基礎摺法，即基本形，這些摺法可以使初學者容易了解摺紙的基本技巧，亦可簡化摺紙步驟圖上的重覆步驟。

## 常見的基礎摺法

### 正方基本形
正方基本形又稱為鶴的基礎摺法，常用的基礎摺法之一。下面列出其摺法：
把紙的左上角和右下角（或右上角和左上角）重合，折成一個大三角形。把它的兩個銳角重合，折成一個小三角形。然後抓住小三角形的高（幾何術語）向外拉。再抓住這個折成梯形的紙的高（也是幾何術語）向外拉，又折成了梯形。然後抓住梯形的高再向外拉，拉到一定程度時向里一折，變成了正方形。

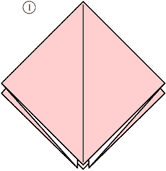
正方基本形
吉澤章-蘭德列特系統

### 水雷形
水雷形又稱風車基本形將正方形依對角線作谷摺，摺成有如四芒星的形狀。
摺法步驟類似於正方基本形但起始步驟是橫向對摺，最終形狀不是正方形而是三角形，亦稱為水雷摺，摺紙盒時就有用到此種基礎摺法。

水雷形
吉澤章-蘭德列特系統

### 魚的基本形
魚的基本形又稱魚形或魚的基礎摺法

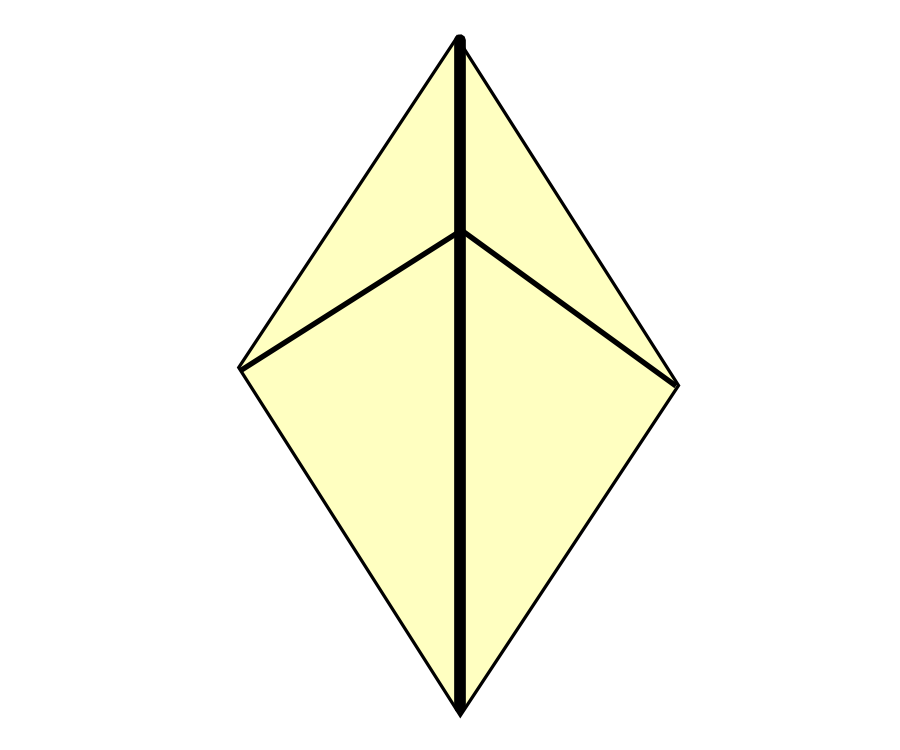
魚的基本形
吉澤章-蘭德列特系統

### 風箏基本形
風箏基本形由於外形像風箏而得名，他是基本形的基礎，是可以做為魚的基本形的一部分，是作法最簡的的基本形之一。

魚的基本形
吉澤章-蘭德列特系統